# Schönau (Schönau am Königssee)
Schönau ist eine Gemarkung (099970), die mit ihrer Fläche von etwa 1334 Hektar vollständig auf dem Gebiet der Gemeinde Schönau am Königssee im oberbayerischen Landkreis Berchtesgadener Land liegt. Bis 1978 war Schönau eine eigenständige Gemeinde.

## Geschichte

### Gemeindegliederung
Die ehemalige Gemeinde Schönau gliederte sich in die drei Ortsteile bzw. Gnotschaften:
- Hinterschönau
- Oberschönau
- Unterschönau

Hinter-, Ober- und Unterschönau sind nunmehr Ortsteile bzw. Gnotschaften von Schönau am Königssee.

### Namensgleiche Urgnotschaft des Berchtesgadener Landes

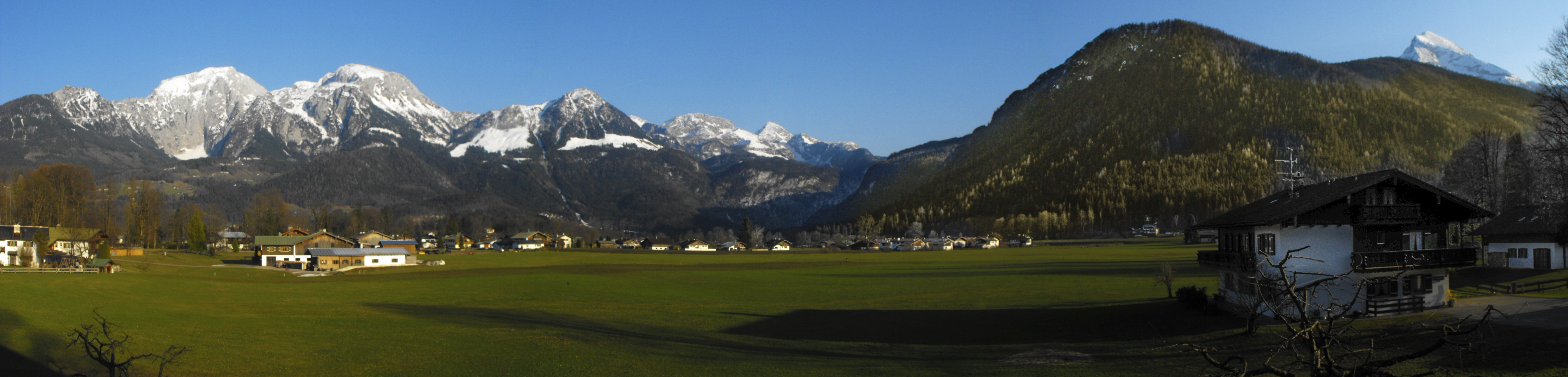
Panorama über das Schönau-Plateau mit den Bergen der Berchtesgadener Alpen

Im Zuge des 1377 ausgestellten „Landbriefs“ von Propst Ulrich Wulp wurde Schönau mit den bis 1817 namenlosen acht „Gnotschaftsbezirken“ Faselsberg, Königssee, Hinterschönau, Oberschönau I, Oberschönau II, Schwöb, Unterschönau I und Unterschönau II vermutlich schon ab Ende des 14. Jahrhunderts zu einer der acht „Urgnotschaften“ des Berchtesgadener Landes. Die Gebietsfläche des Berchtesgadener Landes entsprach ab 1155 dem Kernland des Klosterstifts Berchtesgaden, das 1380 zur Reichsprälatur Berchtesgaden und 1559 zur reichsunmittelbaren Fürstpropstei Berchtesgaden erhoben worden war. Erste schriftliche Erwähnung als Gnotschaft, deren Zuständigkeitsbereich jedoch die einstigen bäuerlichen Anwesen ungefähr auf dem Gebiet der heutigen Gemeinde Schönau am Königssee umfasste, findet Schönau im ersten Steuerbuch des Berchtesgadener Landes von 1456.

→ Siehe zu diesem Absatz auch den Abschnitt: Geschichte in Fürstpropstei Berchtesgaden

### Aufteilung der Urgnotschaft in die Gemeinden Schönau und Königssee
Nach der Säkularisation von 1803 verlor das Berchtesgadener Land seine politische Eigenständigkeit als Fürstpropstei, darauf folgten kurz hintereinander drei Herrschaftswechsel. 1810 wurde das Berchtesgadener Land schließlich dem Königreich Bayern angegliedert und Schönau in die Gemeinden Schönau und Königssee geteilt. Die bisherigen Gnotschaftsbezirke der „Urgnotschaft“ werden bis zum heutigen Tag als „Gnotschaften“ bezeichnet.

→ Siehe zu diesem Absatz auch den Abschnitt: Nach der Säkularisation in Fürstpropstei Berchtesgaden
Die Gemeinde Schönau gliederte sich von 1817 bis 1978 in die drei Ortsteile bzw. Gnotschaften Hinterschönau (vormals 3. Gnotschaftsbezirk), Oberschönau (gebildet aus dem 2. Gnotschaftsbezirk Oberschönau I und dem 6. Gnotschaftsbezirk Oberschönau II) und Unterschönau (gebildet aus dem 7. Gnotschaftsbezirk Unterschönau I und dem 5. Gnotschaftsbezirk Unterschönau II). Die Bezeichnungen „Oberschönau I“ und „Oberschönau II“ sowie „Unterschönau I“ und „Unterschönau II“ für die vormaligen Gnotschaftsbezirke wurden vermutlich 1810 vergeben und 1817 nach deren Zusammenlegungen aufgegeben.

### Zeit des Nationalsozialismus
Das für die Gemeinde Schönau zuständige Bezirksamt Berchtesgaden wurde 1939 in Landkreis Berchtesgaden mit gleichem Zuständigkeitsbereich umbenannt.
1944 wurden die wertvollen Kunstgegenstände und Gemälde aus dem in Unterschönau am Bahnhof Unterstein abgestellten Göringzug ins Haus Hubertus gebracht, das Ludwig Ganghofer als Vorlage für seinen Roman Schloss Hubertus diente.

### Gebietsreform in Bayern
Am 1. Juli 1972 ist im Zuge der Gebietsreform in Bayern die Gemeinde Schönau dem neuen und erweiterten Landkreis Bad Reichenhall angegliedert worden, der wiederum am 1. Mai 1973 in Landkreis Berchtesgadener Land umbenannt wurde. Vor der Gebietsreform (1964) hatte Gemeinde Schönau eine Fläche von 1334,34 Hektar.
Nachdem bereits der Gemeinderat von Schönau (westlich der Königsseer Ache) am 18. Dezember 1975 und der Gemeinderat von  Königssee (östlich der Königsseer Ache einschließlich der separaten Gemarkung Forst St. Bartholomä) am 22. Dezember 1975 einem freiwilligen Zusammenschluss zugestimmt haben, wurde Ende März 1977 in beiden Gemeinden ein Anhörverfahren durchgeführt, bei dem sich 53 Prozent für den neuen Gemeindenamen „Schönau am Königssee“ aussprachen. Am 1. Mai 1978 erfolgte dann schließlich die Zusammenlegung der beiden Gemeinden zur Gemeinde Schönau am Königssee.
 Gemäß einer Quelle des Bayerischen Landesamt für Statistik und Datenverarbeitung wurde dazu die damalige Gemeinde Königssee in die Gemeinde Schönau eingegliedert und der Gemeindename in Schönau am Königssee geändert.

## Politik

### Wappen
Die Gemeinde führte seit 1964 ein Wappen:
| Wappen von Schönau | Blasonierung: „In Blau ein waagrechter goldener Bogen mit goldener Sehne über zwei gekreuzten silbernen Schnitzmessern mit goldenen Griffen.“                                             |
| Wappen von Schönau | Wappenbegründung: Der Bogen stammt aus dem Wappen des Grafen Arco-Zinneberg, der in der Gemeinde lebte. Die Schnitzmesser zeigten die Wichtigkeit der Holzschnitzerei für viele Bewohner. |

## Kultur und Sehenswürdigkeiten

### Naturschönheiten

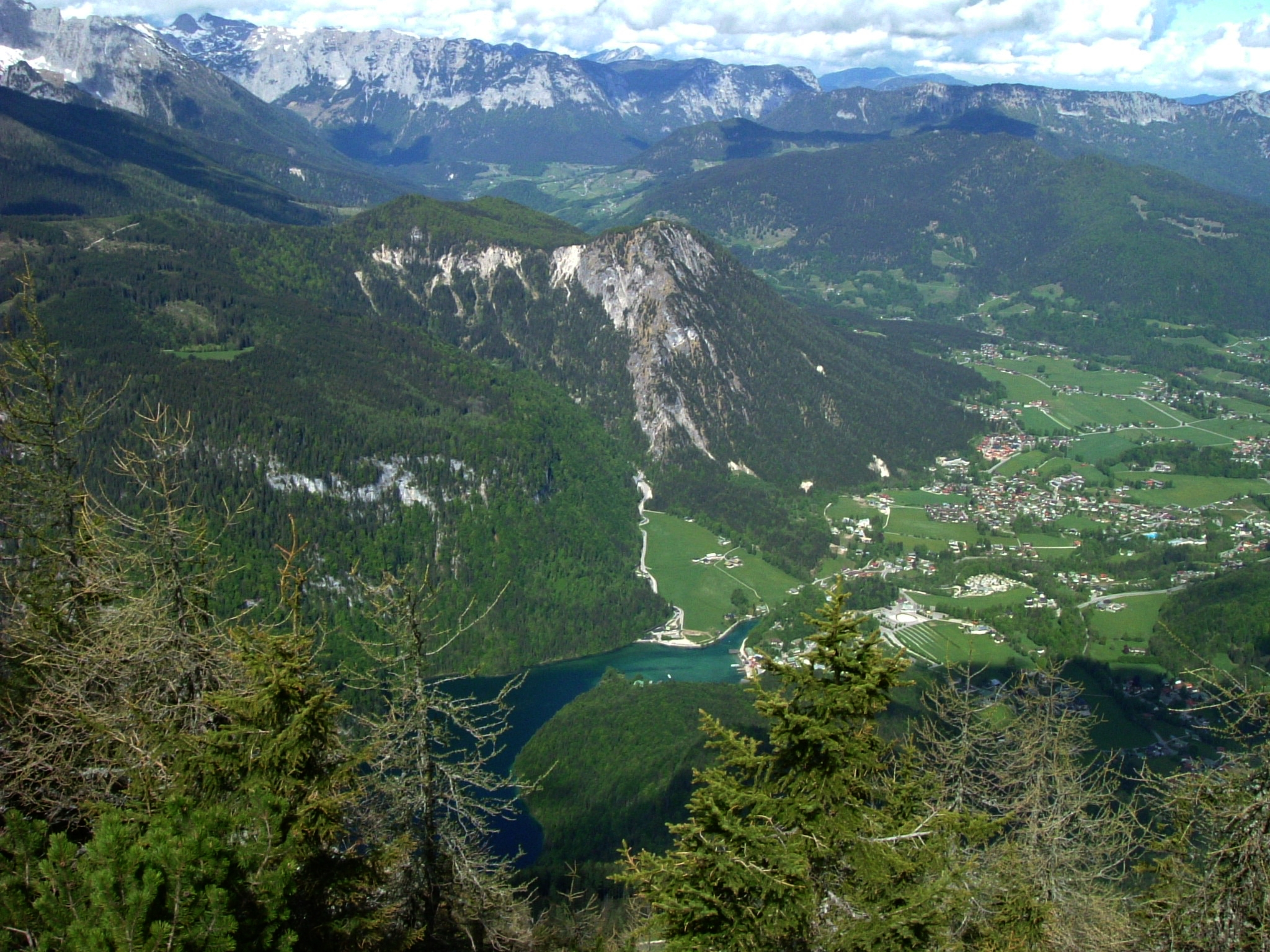
Blick vom Jenner auf die Schönau, den Königssee und den Grünstein
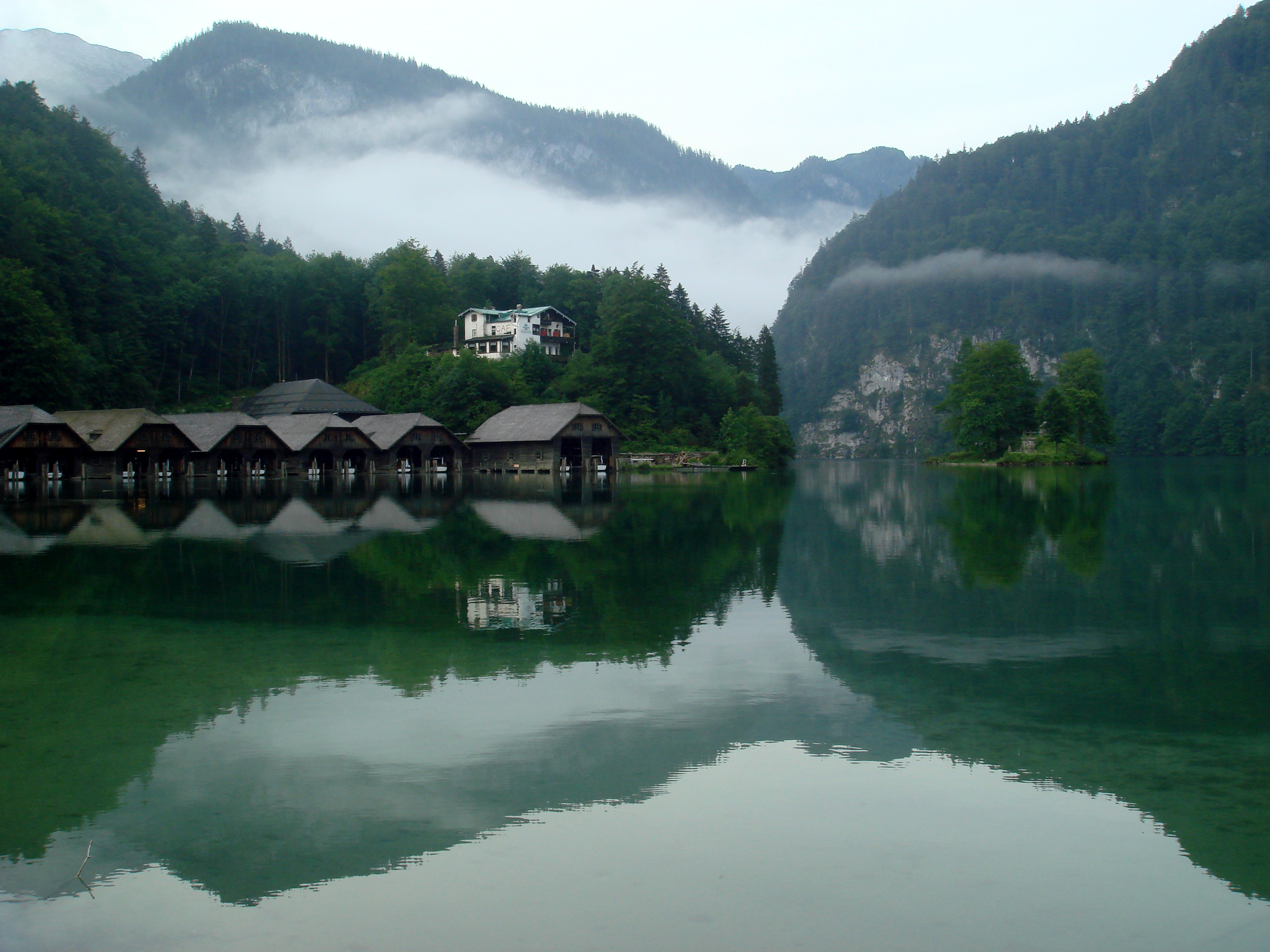
Der Bootshafen von Schönau am Königssee am späten Abend
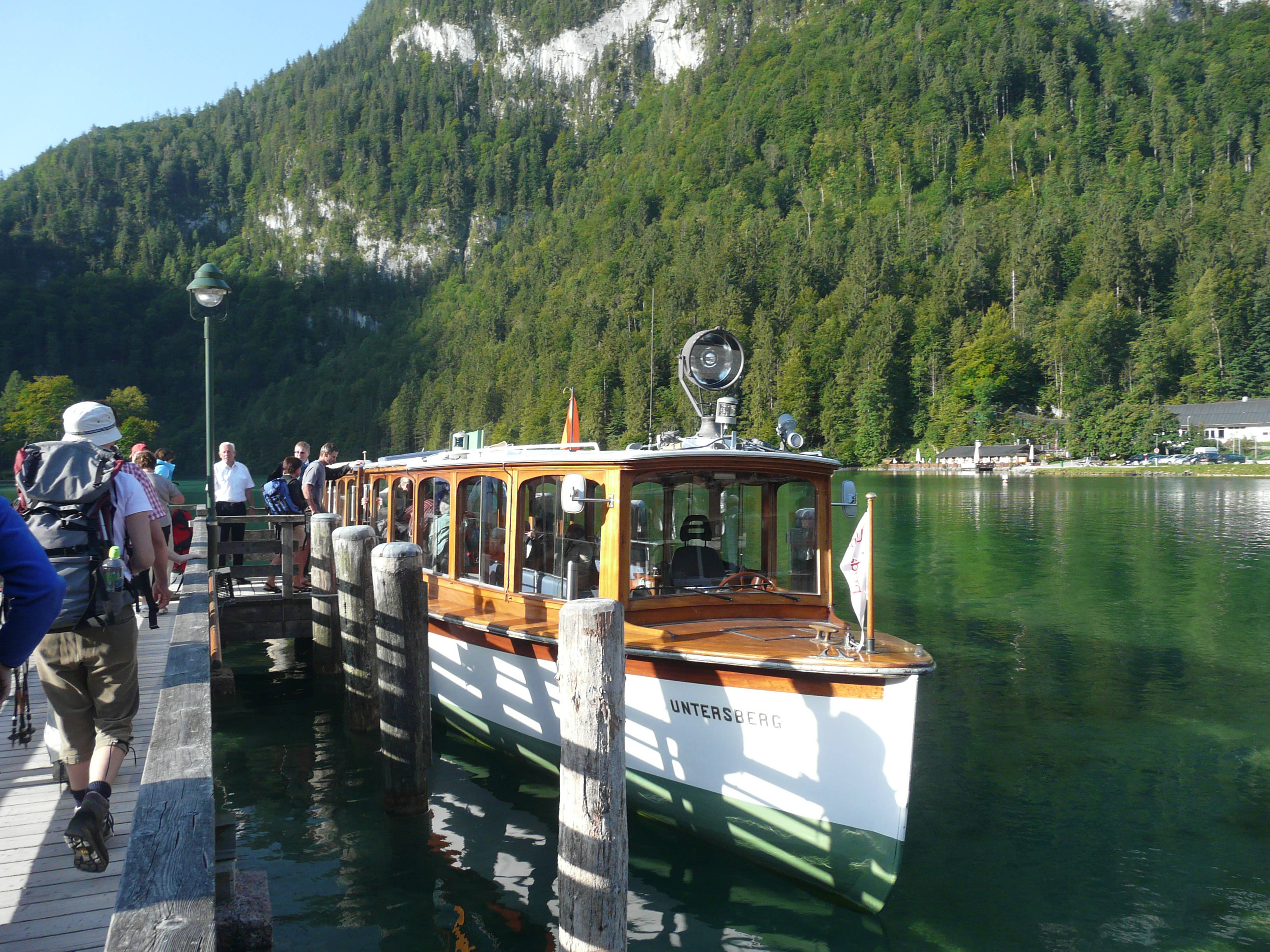
Am Anlegepier des Bootshafens von Schönau
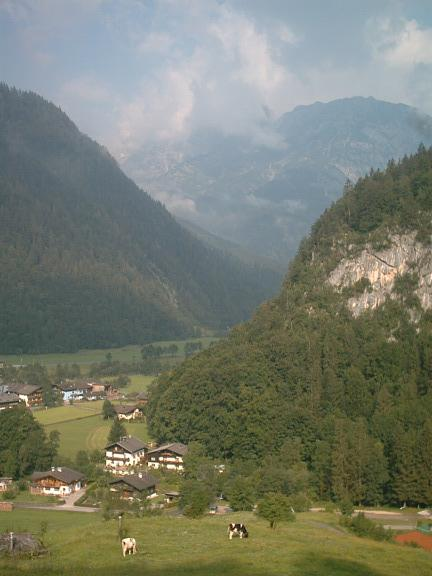
Der Ortsanfang von Schönau, vom Wanderweg Grünstein aus gesehen
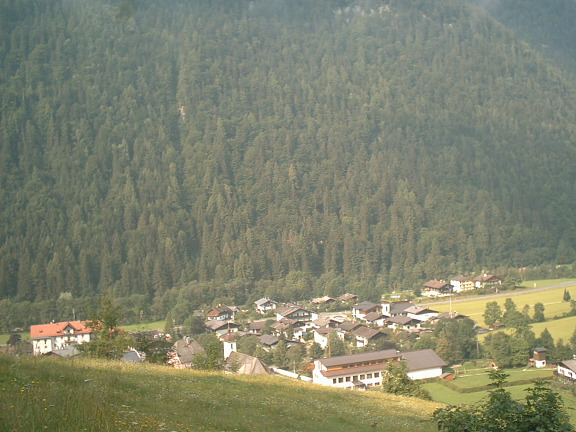
Schönau, vom Wanderweg Grünstein aus gesehen

### Bauwerke
Hierunter werden soweit bekannt und relevant lediglich alle in der Gemarkung Schönau stehenden Bauwerke gelistet.

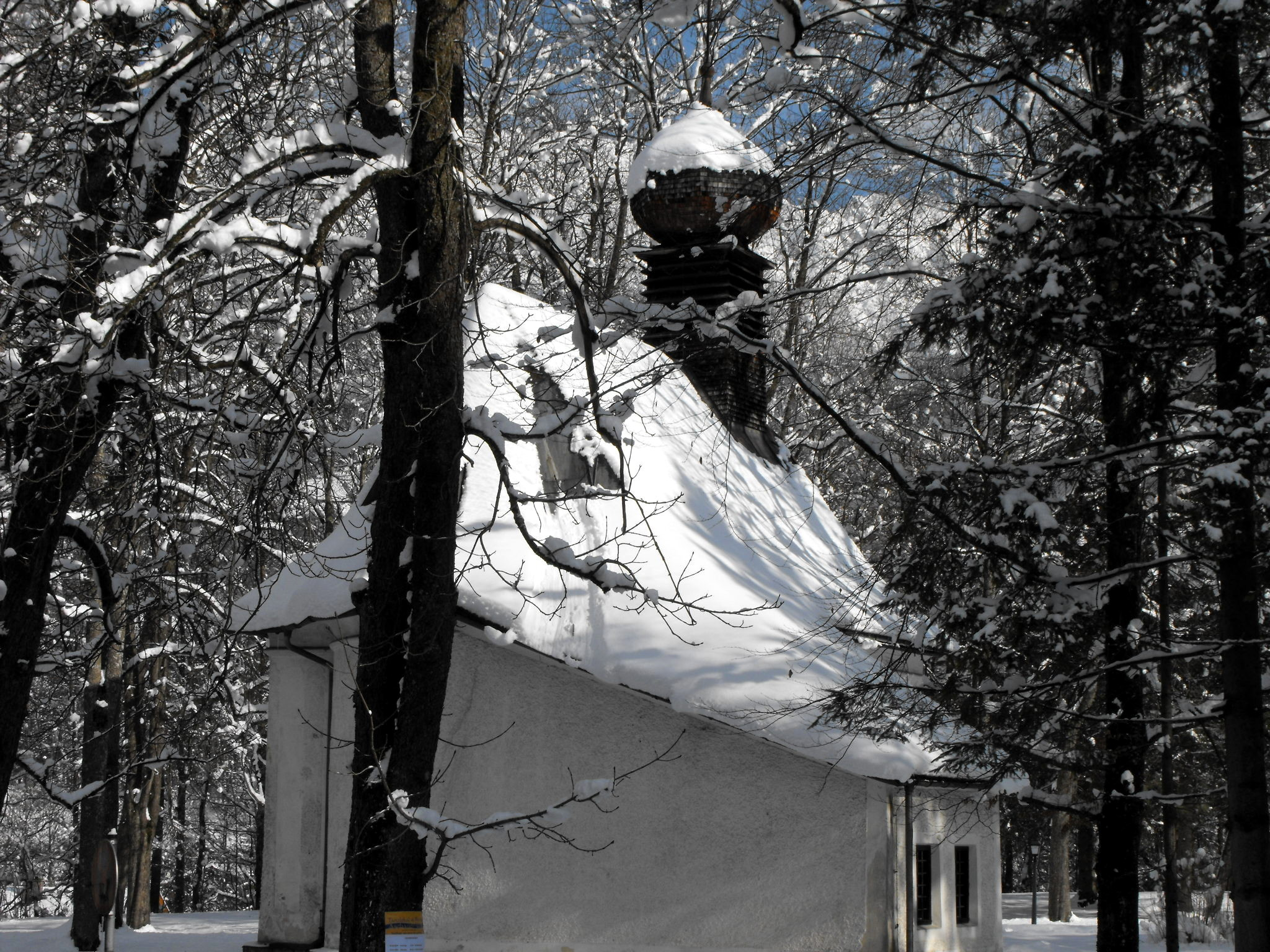
Hubertuskapelle im Winter, 2011

→ Siehe auch: Liste der Baudenkmäler in Schönau am Königssee

#### Sakralgebäude
evangelisch-lutherisch
Die Hubertuskapelle wurde 1761 und 1797 als römisch-katholisches Gotteshaus geweiht, 1860 jedoch an einen Privatmann verkauft, der sie zweckentfremdet nutzte. Seit 1957 dient sie als Gotteshaus der Evangelisch-Lutherischen Gemeinde Berchtesgaden, die das Gebäude 2010 schließlich auch erworben hat und danach vollständig restaurieren ließ.
römisch-katholisch
Mariä Sieben Schmerzen ist die Pfarrkirche der römisch-katholischen Pfarrei Unterstein / Schönau am Königssee. Ihre Grundsteinlegung erfolgte am 21. August 1932 in Anwesenheit des Weihbischofs Johannes Schauer, die Kirchweihe vermutlich am 26. März 1933 durch Kardinal Michael von Faulhaber.
Aus der abgebrochenen Graf-Arco-Kirche wurden Bauteile für den Neubau und aus finanziellen, aber auch aus Pietätsgründen die gesamte (alte) Inneneinrichtung übernommen.
Weitere Kapellen der römisch-katholischen Pfarrei Unterstein / Schönau am Königssee in der Gemarkung Schönau sind:
- Graben-Kapelle (Kapellenweg in Schönau, Feldkapelle, mit Dachreiter, 18. Jh., mit Ausstattung; zum Grabenlehen gehörig, aufgenommen als Baudenkmal in die Bayerische Denkmalliste)
- Unterartenreitlehen-Kapelle (auch: Zulehen-Kapelle, Artenreitweg in Schönau, erbaut 1972)
- Vorderbrand-Kapelle (Die die Kapelle „am Vorderbrand“ zählt zu den bekanntesten Kapellen der Pfarrei. Ausgestattet mit Marienfigur, gespendet am 10. Mai 1884 von „Gebirgsfreunden und Verehrern der Madonna“)

## Einrichtungen
Oberschönau ist Sitz der Gemeindeverwaltung von Schönau am Königssee und des Pfarrhauses der römisch-katholischen Pfarrei.
In Unterschönau befindet sich die weltweit erste Kunsteisbahn für Rennrodeln, Bob und Skeleton (siehe: Kunsteisbahn Königssee).
Von 1909 bis 1965 war auf dem Triftplatz an der Gemeinde- und Schönauer Ortsteilgrenze zu Berchtesgaden gegenüber dem Hauptbahnhof Berchtesgaden der Königsseer Bahnhof, der als Ausgangspunkt für die Königsseebahn zum Königssee diente. Der Triftplatz wurde zudem jahrzehntelang bis zu einem Raumordnungsverfahren von 2009 für einen halbjährlich abgehaltenen Rummelplatz sowie für Flohmärkte und Festzelte genutzt.

### Sport und Sportvereine
- Die SG Schönau (Sportgemeinschaft Schönau), gegründet 1955, ist ein Sportverein mit den Abteilungen Fußball, Eisstockschießen, Turnen, Volleyball, Tischtennis und Leichtathletik.[16] Die „Postsport-Gemeinschaft Berchtesgaden“ wurde 1960 mit den Abteilungen Fußball, Ski Alpin, Eisstockschießen und Kegeln gegründet und schloss sich 1961 als selbständiger Zweigverein der SG Schönau an. 1968 erfolgte die Umbenennung in „Postsportverein-Berchtesgaden“, der sich noch um die Abteilungen Leichtathletik, Freizeitsport, Tennis, Langlauf, Triathlon und Bergsport erweiterte.[17]